# Den danske Rødliste
Den danske Rødliste er en vurdering af plante-, svampe- og dyrearters risiko for at uddø i Danmark. Rødlistesystemet er udviklet af den internationale naturbeskyttelsesorganisation IUCN (International Union for Conservation of Nature and Natural Resources). Systemet er udviklet til at kunne benyttes på både globalt, nationalt og regionalt plan. Rødlistesystemet er udviklet for at danne et grundlag for en vurdering af naturens mangfoldighed og udviklingen i denne og som et redskab til at opfylde internationale forpligtelser i henhold til Biodiversitetskonventionen, som Danmark ratificerede i 1994.

## Om de danske vurderinger

### 1997 og 2005
Nationalt var der udgivet rødliste-vurderinger i Danmark siden midten af 1970'erne. Frem til midten af 1980'erne blev de udgivet af forskellige interesseorganisationer, hvorefter offentlige institutioner overtog arbejdet. Optællingerne offentligtgjort i 1997 og fornyet efter IUCN's system i 2005 blev ratificeret af et udvalg nedsat af Miljøministeriet. Her sad repræsentanter fra Miljøministeriet hhv. Naturstyrelsen og Danmarks Miljøundersøgelser, amterne Frederiksborg Amt, Nordjyllands Amt, Storstrøms Amt og Vejle Amt, interesseorganisationer f.eks. Dansk Botanisk Forening, Danmarks Naturfredningsforening og Dansk Ornitologisk Forening, universiteter – dvs. Botanisk institut på Københavns Universitet og museer f.eks. Zoologisk Museum, Naturhistorisk Museum og Danmarks Fiskeriundersøgelser.
Opgørelsen for 1997 viste, at 2.799 arter af de i alt ca. 10.600 behandlede arter inden for 19 plante- og dyregrupper anses for at være i fare for at forsvinde fra den danske natur, mens 343 arter anses for at være helt forsvundne. Opgørelsen for 2005 behandlede 2.209 arter, hvoraf 558 er forsvundne eller truet.

### Opdatering 2003-2010
I juni 2014 udsendte Aarhus Universitetsforlag i samarbejde med DCE Nationalt Center for Miljø og Energi ved Aarhus Universitet, bogen ”Danmarks truede arter. Den danske rødliste”. Her vurderes det at 1.526 arter er truede, ud af 8.169 arter der hører hjemme i Danmark, og som i perioden 2003-2010 har kunnet vurderes i overensstemmelse med reglerne for anvendelsen af rødlistesystemet. I alt er 10.581 arter blevet gennemgået, men for 2.412 arter har man skønnet, at den eksisterende viden for er for ufuldstændig til at man kan gennemføre en vurdering.
Rødlisten er især brugbar som et instrument i beskyttelsen af de allermest truede arter. Den giver ikke anvisninger på, hvad der kan gøres for at sikre arternes beståen, men den kan bruges i prioriteringen af fredningsopgaver for stat, regioner og kommuner.

### Opdatering 2019
25 artseksperter har siden 2014 vurderet status på 13.300 arter, hvilket er godt en tredjedel af det samlede antal arter i Danmark. Af dem er 386 arter er helt forsvundet fra Danmark, og kirkeuglen er kritisk truet. Samtidig er havørnen og gråsælen vendt tilbage. 15 procent er i tilbagegang, det vil sige, at der bliver færre og færre individer i bestandene. Kun blandt 2,5 procent af de rødlistede arter vokser bestanden, viser den nye liste.
Den danske Rødliste 2019, der blev offentliggjort 15. januar 2020, viser at 4.439 arter, svarende til 41,6 % af alle vurderede arter, er rødlistede arter og dermed henført til en af kategorierne: Regionalt uddøde (RE), kritisk truede (CR), truede (EN), sårbare (VU), næsten truede (NT) eller hvor data er utilstrækkelig (DD).
De truede arter, dvs. de kritisk truede, truede og sårbare arter, omfatter 1.844 arter, der sammenlagt udgør 17,3 % af de rødlistevurderede arter. 52 procent af fuglene, 28 procent af karplanterne, 47 procent af dagsommerfuglene og 48 procent af pattedyrene er rødlistede.

### Opdatering 2023
Af de 11.223 rødlistevurderede arter er:
- 403 arter (3,6 %) regionalt uddøde (RE). Disse arter forsvundet fra den danske natur. Det er vurderingen, at det sidste individ af arten, som havde en reel mulighed for reproduktion i Danmark, er forsvundet.
- 387 arter (3,4 %) kritisk truede (CR) og har således ekstremt høj risiko for at uddø i den vilde natur.
- 688 arter (6,1 %) truede (EN) og har dermed meget stor risiko for at uddø i den vilde natur.
- 857 arter (7,6 %) sårbare (VU) og har således stor risiko for at uddø i den vilde natur.
- 638 arter (5,7 %) næsten truede (NT), hvilket betyder, at de er tæt på at opfylde kriterierne for at være truede (kritisk truet, truet eller sårbar).
- 1.662 arter (14,8 %) henført til kategorien utilstrækkelige data (DD) fordi data om udbredelse og bestandsstatus ikke er gode nok til en vurdering af deres risiko for at uddø.
- 6.588 arter (58,7 %) livskraftige (LC) og dermed i mindre fare for at uddø end de rødlistede arter.

2.531 arter er ikke relevante at vurdere, da de optræder tilfældigt eller er under etablering.